# Festival de Cinema d'Espanya de Tolosa de Llenguadoc

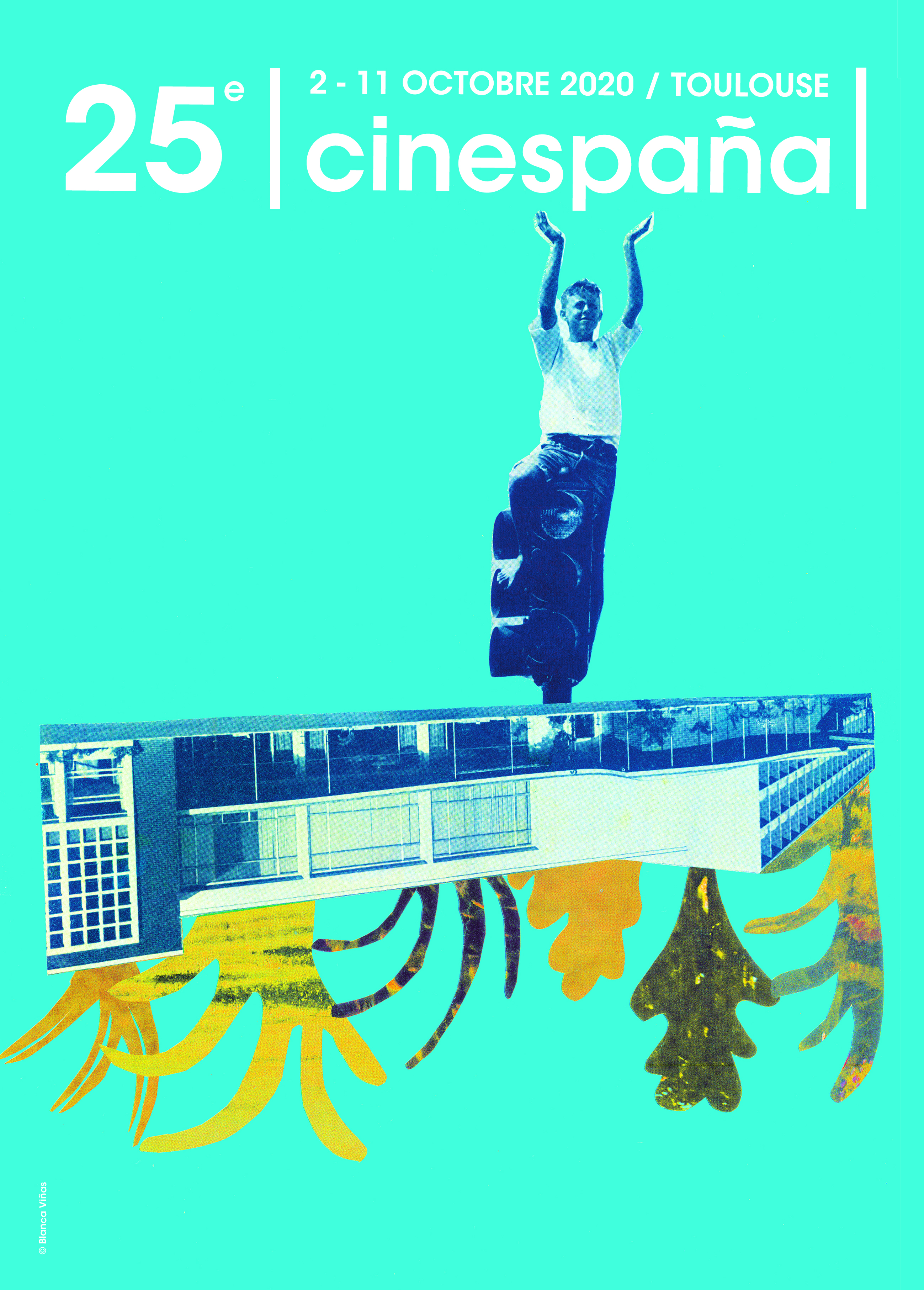
Cartell del festival de l'any 2020.

El Festival Cinespaña (o Festival de Cinema Espagnol de Tolosa) és un festival dedicat al cinema espanyol nascut en 1996. Se celebra anualment durant el mes d'octubre. En 2021 es va celebrar la 26a edició.

## Presentació
El festival se celebra al cor de la Cinematèca de Tolosa, la "vila" i a les nombroses sales de cinema de Tolosa (ABC, Le Cratère, l'Institut Cervantes…) i de la regions i dels departaments veïns.
La missió del festival és presentar el cinema espanyol al públic francès a través de les darreres produccions, concursos i temes: retrospectives, carta blanca, homenatge. Organitza trobades entre productors espanyols i distribuïdors francesos mitjançant trobades professionals. Els aperitius del concert s'organitzen durant el festival al pati de la Cinematèca i un restaurant permet degustar les delícies d'Espanya per dinar i sopar.

## Història i trajectòria
En 1992, Bernard Durand funda l'associació AFICH, organitzadora del festival cinematogràfic d'història "Els Écrans de l'Histoire". L'edició de 1996 es va consagrar a la guerra d'Espanya al cinema. Durant un contacte amb cineastes espanyols sobre la riquesa de la cinematografia espanyola contemporània els proposen presentar les pel·lícules més recents. Animada per l'èxit de la primera edició l'associació decideix canviar l'orientació del festival i transformar-lo en un aparador anual del cinema espanyol.
El festival inicialment va rebre el suport de l'Institut de Cinematografia i de les Arts Audiovisuals i posteriorment se sumen altres suports com el del Ministeri de Cultura d'Espanya o l'Institut Cervantes.

## Guardons
El màxim guardó és el Violeta d'Or entre els millors llargmetratges inèdits a França. Dotat per l'ajuntament de Tolosa de 6.000 euros repartits entre la persona que dirigeix la pel·lícula i una ajuda a la distribució a les sales franceses. Atribuït per un jurat professional compost per cinc personalitats del cinema francès. Els premis atorgats són:
- Violeta d'or a la millor pel·lícula, atorgada pel jurat professional
- Premi a la millor interpretació femenina i masculina
- Premi a la millor música
- Premi a la millor fotografia
- Premi al millor curtmetratge, atorgat pel Jurat de Curtmetratges
- Premi al millor documental del jurat documental
- Premi a la millor primera pel·lícula, atorgat pel jurat estudiantil
- Premi del públic, el públic vota a la pel·lícula de la seva elecció

## Violetes d'or
- 1997 : Tranvía a la Malvarrosa de José Luis García Sánchez
- 1998 : Sus ojos se cerraron y el mundo sigue andando de Jaime Chávarri
- 1999 : Los lobos de Washington de Mariano Barroso
- 2000 : Cascabel de Daniel Cebrián
- 2002 : En la ciudad sin límites d'Antonio Hernández
- 2003 : Torremolinos 73 de Pablo Berger
- 2004 : Cachorro de Miguel Albaladejo
- 2005 : Roma d'Adolfo Aristarain
- 2006 : Azuloscurocasinegro de Daniel Sánchez Arévalo
- 2007 : La caja de Juan Carlos Falcón
- 2008 : Todos estamos invitados de Manuel Gutiérrez Aragón
- 2009 : Ander de Roberto Castón
- 2010 : La mujer sin piano de Javier Rebollo
- 2011 : Crebinsky d'Enrique Otero
- 2012 : El muerto y ser feliz de Javier Rebollo[4]
- 2013 : Los ilusos de Jonás Trueba
- 2014: Ártico de Gabriel Velázquez
- 2015: A cambio de nada de Daniel Guzmán
- 2016: La reconquista de Jonás Trueba
- 2017: Vivir y otras ficciones de Jo Sol
- 2018: Carmen y Lola d'Arantxa Echevarría
- 2019 : Entre Dos Aguas d'Isaki Lacuesta
- 2020 : Lúa vermella de Lois Patiño
- 2021 : ¡¡Destello Bravío¡¡ d'Ainhoa Rodríguez
- 2022 : El agua d’Elena López Riera
- 2023 : Mantícora de Carlos Vermut
- 2024 : La estrella azul de Javier Macipe